# مایکل بارنز (بازیکن فوتبال)
مایکل بارنز (انگلیسی: Michael Barnes؛ زادهٔ ۲۴ ژوئن ۱۹۸۸) یک بازیکن فوتبال است. 